# Premio speciale della giuria del Festival del film Locarno
Il Premio speciale della giuria del Festival del film Locarno è un premio cinematografico offerto dai comuni di Ascona e Losone del Festival internazionale del film di Locarno che viene assegnato al secondo miglior film del concorso internazionale.

## Albo d'oro
| Anno      | Film                                             | Regista                     | Nazione                                    |
| --------- | ------------------------------------------------ | --------------------------- | ------------------------------------------ |
| 1949      | Ladri di biciclette                              | Vittorio De Sica            | Italia                                     |
| 1950-1967 | non assegnato                                    |                             |                                            |
| 1968      | Meddig él az ember? I-II                         | Judit Elek                  | Ungheria                                   |
| 1969-1999 | non assegnato                                    |                             |                                            |
| 2000      | Gostanza da Libbiano                             | Paolo Benvenuti             | Italia                                     |
| 2001      | Delbaran                                         | Abolfazl Jalili             | Giappone/ Iran                             |
| 2002      | Man, taraneh, panzdah sal daram                  | Rasoul Sadrameli            | Iran                                       |
| 2003      | Maria                                            | Călin Peter Netzer          | Romania                                    |
| 2004      | Tony Takitani                                    | Jun Ichikawa                | Giappone                                   |
| 2005      | Un couple parfait                                | Nobuhiro Suwa               | Francia                                    |
| 2006      | Half Nelson                                      | Ryan Fleck                  | Stati Uniti                                |
| 2007      | non assegnato                                    |                             |                                            |
| 2008      | 33 sceny z życia                                 | Małgorzata Szumowska        | Polonia                                    |
| 2009      | Buben, baraban                                   | Aleksei Mizgiryov           | Russia                                     |
| 2010      | Morgen                                           | Marian Crisan               | Romania                                    |
| 2011      | Hašoṭer                                          | Nadav Lapid                 | Israele                                    |
| 2012      | Somebody Up There Likes Me                       | Bob Byington                | Stati Uniti                                |
| 2013      | E agora? Lembra-me                               | Joaquim Pinto               | Portogallo                                 |
| 2014      | Listen Up Philip                                 | Alex Ross Perry             | Stati Uniti                                |
| 2015      | Tikkun                                           | Avishai Sivan               | Israele                                    |
| 2016      | Inimi cicatrizate                                | Radu Jude                   | Romania/ Germania                          |
| 2017      | As boas maneiras                                 | Juliana Rojas e Marco Dutra | Brasile/ Francia                           |
| 2018      | M                                                | Yolande Zauberman           | Francia                                    |
| 2019      | Pa-go                                            | Park Jung-bum               | Corea del Sud                              |
| 2020      | Savagery                                         | Miguel Gomes                | Portogallo/ Francia/ Brasile/ Cina/ Grecia |
| 2021      | Jiao Ma Tang Hui                                 | Qiu Jiongjiong              | Hong Kong/ Francia                         |
| 2022      | Gigi la legge                                    | Alessandro Comodin          | Italia/ Francia/ Belgio                    |
| 2023      | Do Not Expect Too Much from the End of the World | Radu Jude                   | Romania/ Lussemburgo/ Croazia/ Francia     |
| 2024      | Mond                                             | Kurdwin Ayub                | Austria                                    |
| 2025      | White Snail                                      | Elsa Kremser, Levin Peter   | Austria e Germania                         |

## Menzione speciale
| Anno | Film                                              | Regista                                        | Nazione                      | Note                              |
| ---- | ------------------------------------------------- | ---------------------------------------------- | ---------------------------- | --------------------------------- |
| 2008 | Liu mang de sheng yan                             | Pan Jianlin                                    | Cile                         |                                   |
| 2008 | Nat-sool                                          | Noh Young-Seok                                 | Corea del Sud                |                                   |
| 2009 | non assegnato                                     |                                                |                              |                                   |
| 2010 | non assegnato                                     |                                                |                              |                                   |
| 2011 | Un amore di gioventù (Un amour de jeunesse)       | Mia Hansen-Løve                                | Germania/ Francia            |                                   |
| 2012 | A Última Vez Que Vi Macau                         | João Pedro Rodrigues e João Rui Guerra da Mata | Portogallo/ Francia/ Macao   | per il personaggio Candy          |
| 2013 | Short Term 12                                     | Destin Cretton                                 | Stati Uniti                  |                                   |
| 2013 | Tableau noir                                      | Yves Yersin                                    | Svizzera                     |                                   |
| 2014 | Ventos de agosto                                  | Gabriel Mascaro                                | Brasile                      |                                   |
| 2015 | Happīawā                                          | Ryūsuke Hamaguchi                              | Giappone                     | per la sceneggiatura              |
| 2015 | Tikkun                                            | Avishai Sivan                                  | Israele                      | per la fotografia di Shai Goldman |
| 2016 | Mister Universo                                   | Tizza Covi e Rainer Frimmel                    | Austria/ Italia              |                                   |
| 2017 | non assegnato                                     |                                                |                              |                                   |
| 2018 | Ray & Liz                                         | Richard Billingham                             | Regno Unito                  |                                   |
| 2019 | Hiruk-pikuk si al-kisah (The Science of Fictions) | Yosep Anggi Noen                               | Indonesia/ Malaysia/ Francia |                                   |
| 2019 | Maternal                                          | Maura Delpero                                  | Argentina/ Francia           |                                   |